# Gänse
Die Gänse (Anserinae) sind in der biologischen Systematik der Vögel eine Unterfamilie der Entenvögel.

## Name
Die Bezeichnung Gans für diese Vogelgruppe ist relativ alt. Bereits im Althochdeutschen wie im Mittelhochdeutschen wurde der Begriff gans verwendet. Vergleichende Analysen mit anderen indogermanischen Sprachen legen nahe, dass sowohl die deutsche Bezeichnung gans als auch die lateinische Bezeichnung anser, die heute die Gattungsbezeichnung für die Feldgänse ist, sich aus dem Laut der fauchenden Gänse ableitet.
In der deutschen Sprache gibt es für die männliche Gans die Bezeichnungen Gänserich, Ganser, Ganterich oder Ganter und für die junge Gans bzw. das Gänseküken Gänsel oder Gössel (ausführlicher siehe Benennung der Hausgans und Bezeichnungen für Haus- und Wildtiere).

## Verbreitung

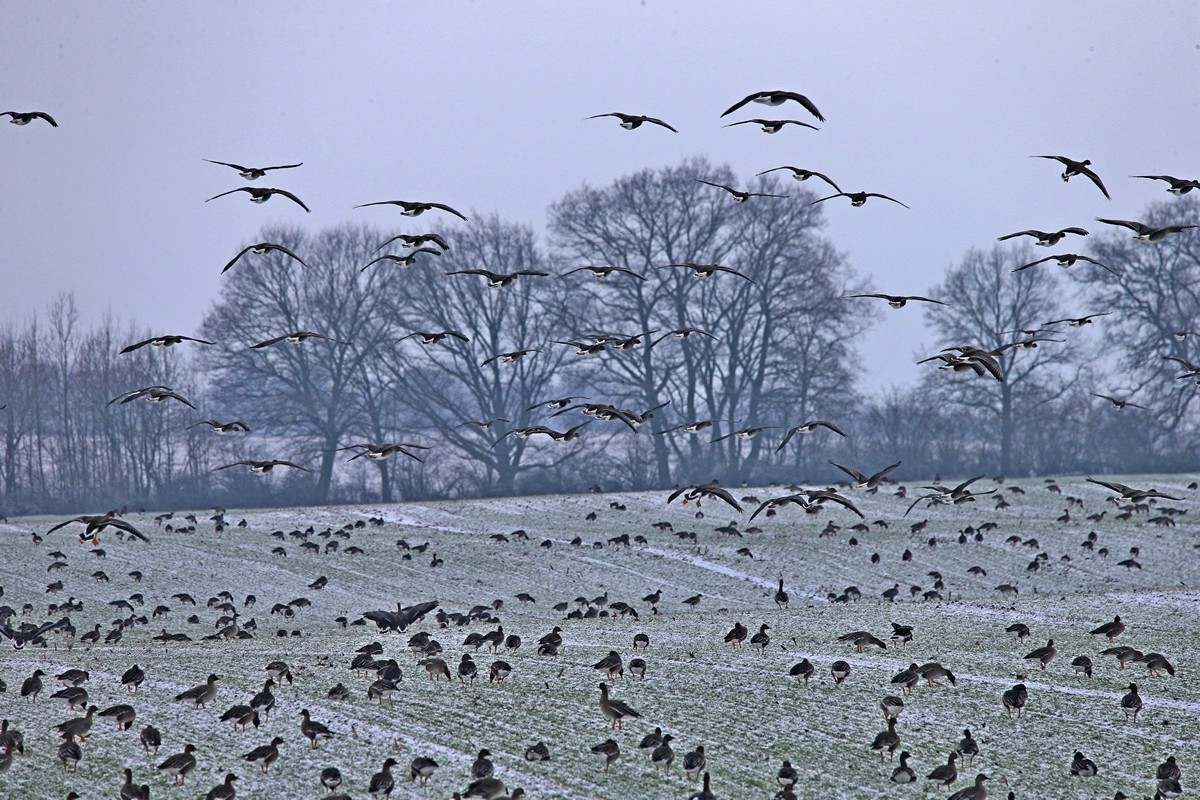
Gänse im mecklenburgischen Winter

In Mitteleuropa ist vor allem die Graugans (Anser anser) heimisch, aus der sich durch Domestizierung die Hausgänse entwickelt haben. Die ursprünglich nicht einheimische Kanadagans (Branta canadensis) hat sich als Neozoon eingebürgert und brütet mittlerweile auch regelmäßig hier. Der Höckerschwan (Cygnus olor) war ursprünglich nicht in Mitteleuropa heimisch und wurde erst im 16. Jahrhundert als Parkvogel eingebürgert.
In Ostasien wurde die Schwanengans (Anser cygnoides) domestiziert, die aus ihr hervorgegangene Zuchtform heißt Höckergans. Mittlerweile wurde sie mit europäischen Hausgansrassen gekreuzt.
Der Verbreitungsschwerpunkt der Gänse liegt in der Arktis, wo die meisten Arten brüten. In der Biozönose der Arktis und Subarktis spielen Gänse als Hauptverbraucher pflanzlicher Nahrung eine wichtige Rolle. Sie bewirken sogar eine Veränderung der Pflanzengesellschaft und der Oberflächenstruktur. Ihre Winterquartiere liegen in der gemäßigten Zone, so dass sie auf dem Zug große Entfernungen überbrücken. Das regionale Zug- und Rastgeschehen variiert in Abhängigkeit vom Witterungsverlauf im Winterhalbjahr. Auch die Verfügbarkeit geeigneter und störungsarmer Schlafplätze sowie das Nahrungsangebot im Umfeld der Schlafplätze hat Einfluss darauf, ob und in wie großer Zahl sich Gänse in einem Gebiet aufhalten. Zu den auffälligen Verhaltensweisen an den Rast- und Überwinterungsplätzen gehört eine ausgeprägte Tagesrhythmik. Die rastenden und überwinternden Gänse übernachten gemeinschaftlich auf einem bestimmten Gewässer und suchen ihre Nahrung in unterschiedlich großen Trupps auf Flächen in der Umgebung des Schlafgewässers. Gänse nutzen dabei Nahrungsflächen, die zwischen fünf und 10 Kilometer vom Schlafgewässer entfernt sind. Während des Herbstzuges suchen Gänse jedoch auch deutlich weiter entfernte Nahrungsflächen auf und finden sich zum Beispiel auf abgeernteten Mais- und Zuckerrübenäckern, die bis zu 30 Kilometer vom Schlafplatz entfernt liegen. Den Schlafplatz verlassen die Gänse, sobald eine bestimmte Helligkeit erreicht ist. Bei Nebel und Regen kann sich daher der morgendliche Abflug verzögern.
Neben diesen hochnordischen Arten gibt es allerdings auch tropische und auf der Südhalbkugel lebende Arten, zum Beispiel die Hawaii-Gans und den Schwarzschwan.
Archäologischen Funden von mehr als 200 Gänseknochen der Gattung Anser aus einer prähistorischen Siedlung von Reisbauern in China, deren Fundumstände eine Domestikation der Gänse nahelegen, wird ein Alter von rund 7000 Jahren (7150 bis 6670 Jahre cal BP) zugeschrieben. Demnach sind diese Funde rund 2000 Jahre älter als die ältesten Belege für die Domestikation von Hühnern.

## Lebensweise

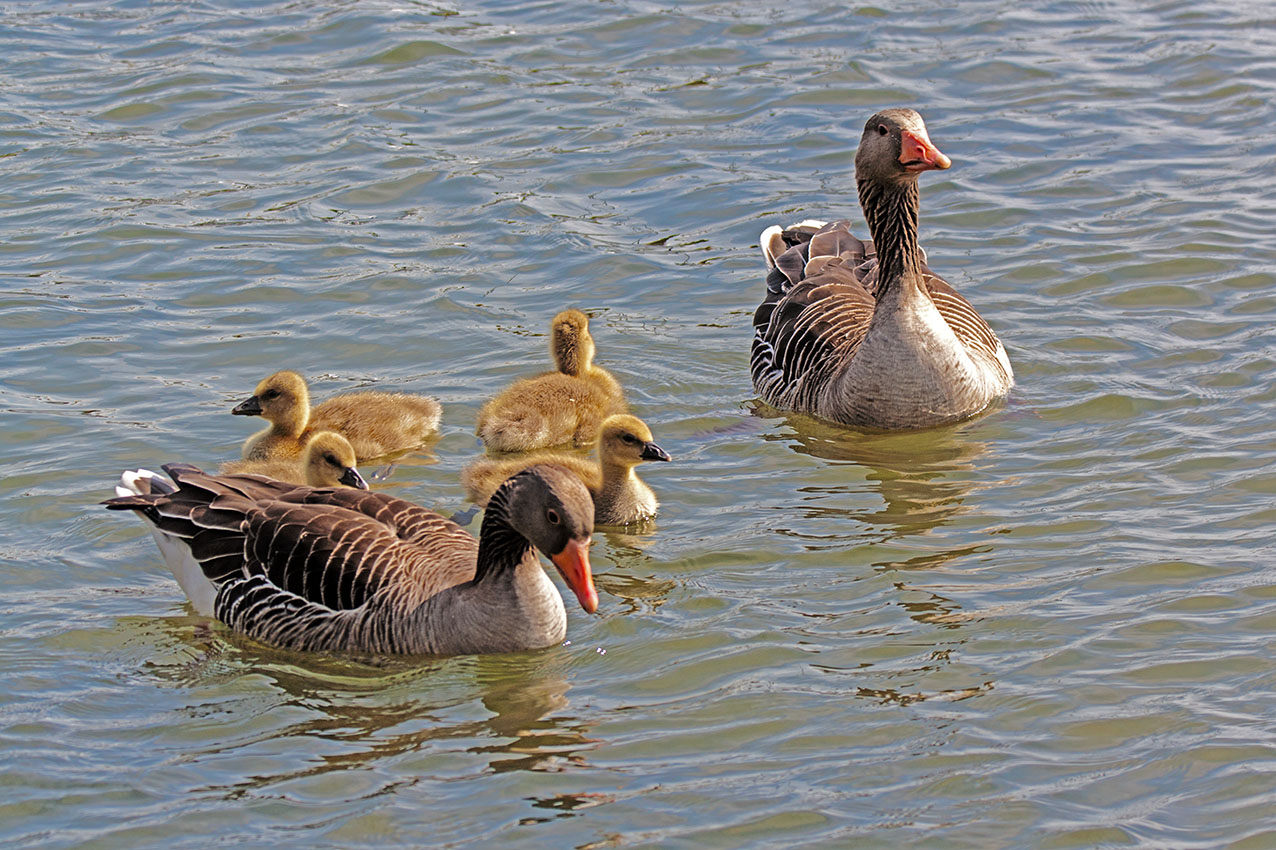
Gänsefamilie

Verglichen mit vielen Enten haben Gänse einen geringen bis überhaupt keinen Geschlechtsdimorphismus. Sie sind meistens größer und langhalsiger als Enten. Die Nahrung der Gänse ist meistens pflanzlich. Schwäne ernähren sich für gewöhnlich, indem sie den Gewässergrund nach Wasserpflanzen absuchen, während Echte Gänse Gräser und Samen auf dem Land fressen. Die Jungen der echten Gänse sind hingegen Insektenfresser.
Gänse sind lebenslang monogam. Bei Schwänen und der Hühnergans ist auch das Männchen für den Nestbau zuständig, bei den Echten Gänsen übernimmt diese Aufgabe ebenso wie das Brüten allein das Weibchen. Der Schwarzschwan ist die einzige Gans, bei der sich das Männchen auch am Brutgeschäft beteiligt und sogar einen Brutfleck hat.

## Systematik

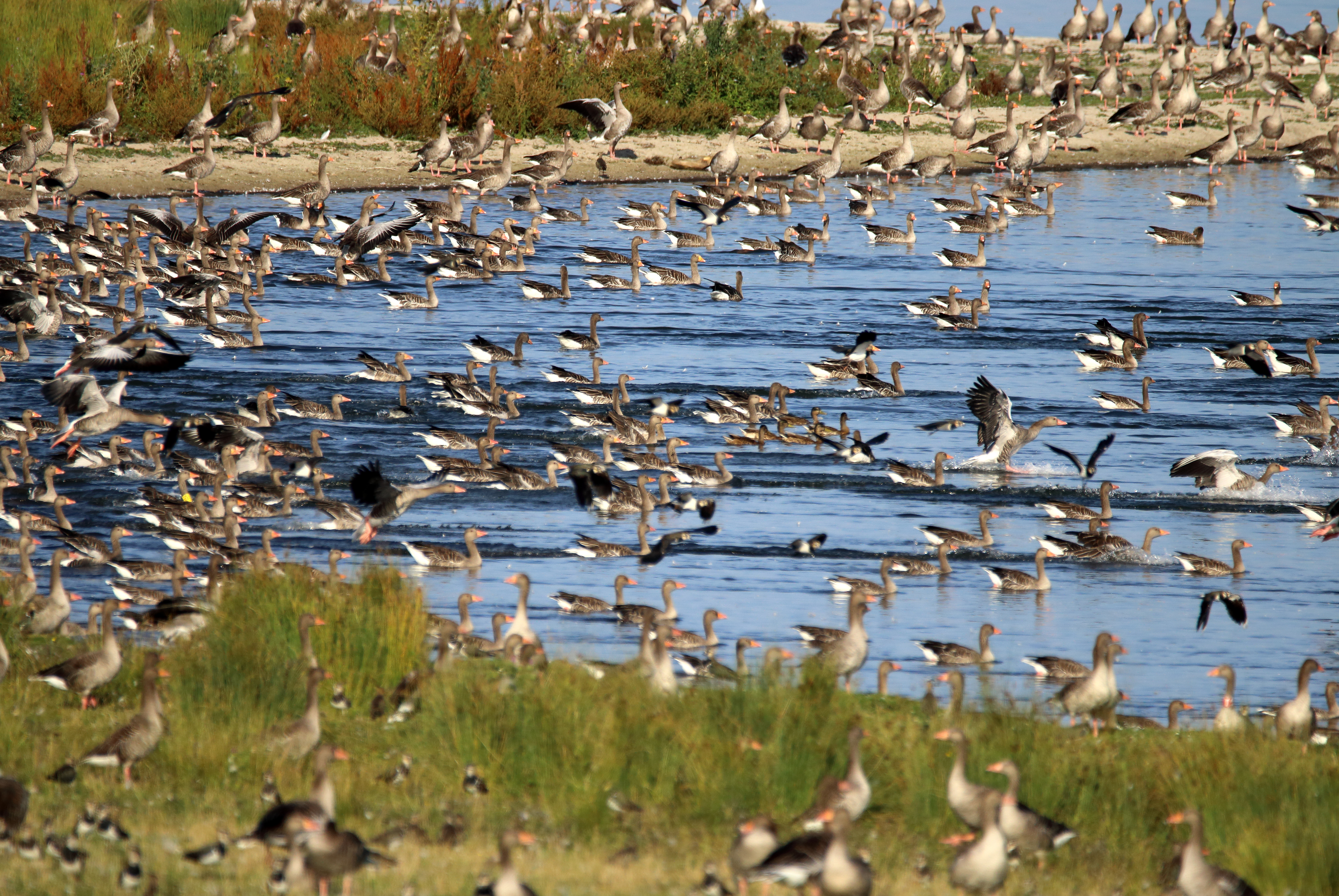
Gänse an der Müritz

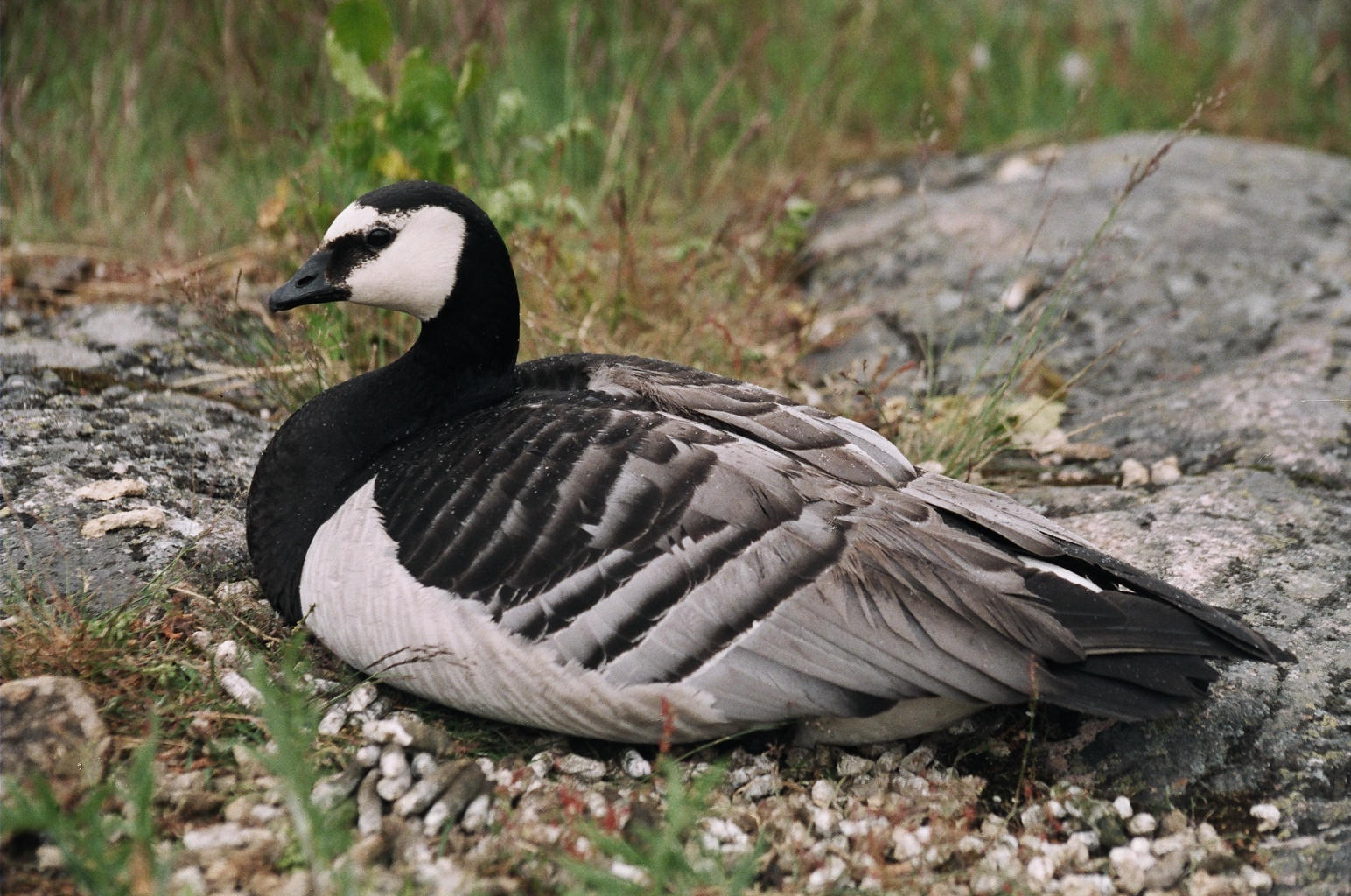
Nonnen- oder Weißwangengans (Branta leucopsis)

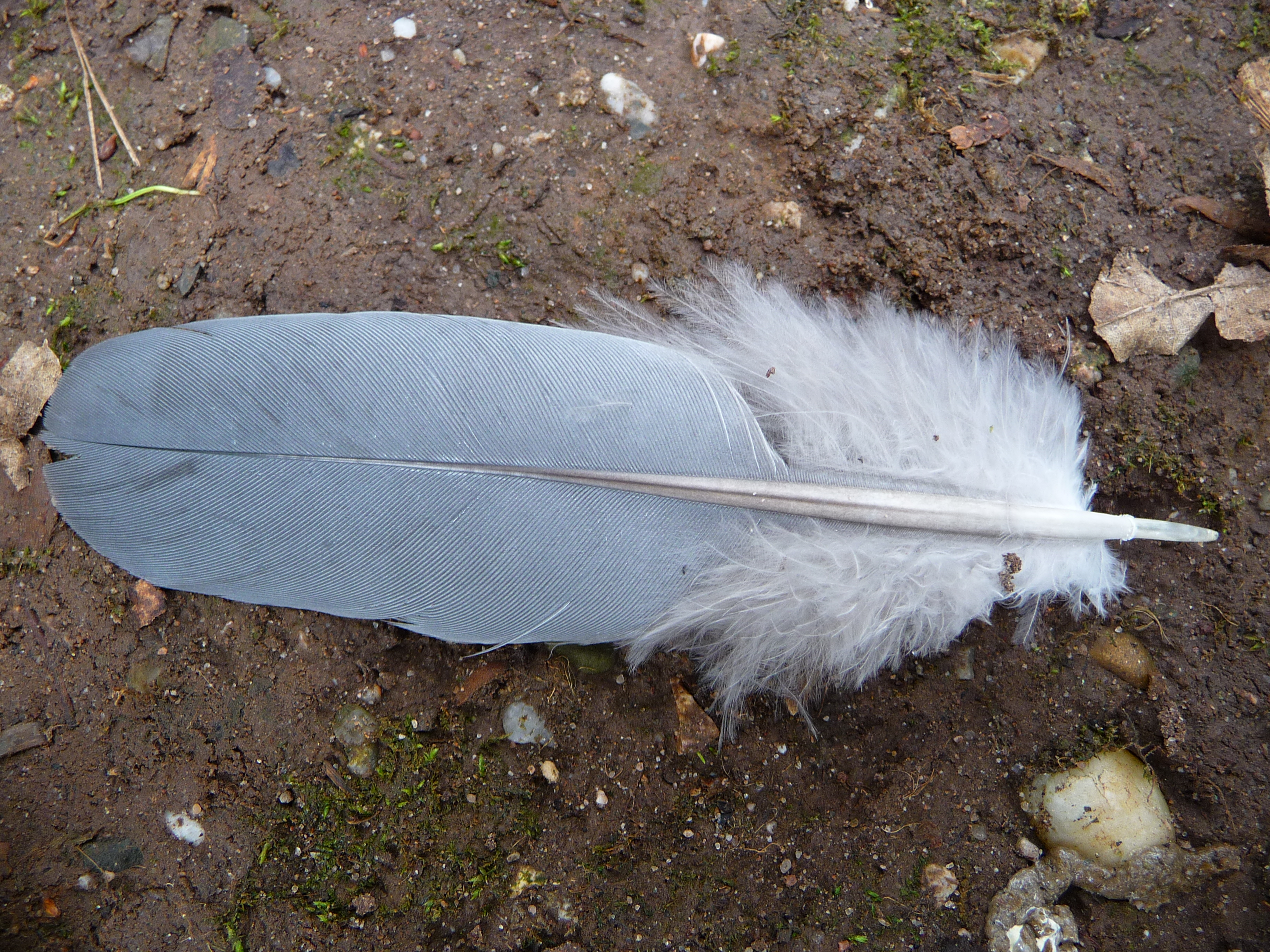
Graue Gänsefeder

Während allgemeinsprachlich oft jeder langhalsige Entenvogel als Gans bezeichnet wird, zählen biologisch die urtümliche Merkmale aufweisenden Pfeifgänse und die Spaltfußgans sowie die zwischen Gänsen und Enten stehenden Halbgänse nicht in diese Gruppe. Hingegen sind die Schwäne eindeutig Vertreter der Gänse.
Zur Unterfamilie Gänse (Anserinae) der Entenvögel (Anatidae) kann neben den Echten Gänsen und den Schwänen noch die abweichende Hühnergans als dritte rezente, monotypische Tribus gestellt werden. Die Echten Gänse lassen sich noch einmal in Feldgänse und Meergänse unterteilen. Erstere haben eine graubraune Grundfarbe, letztere sind meistens schwarz und weiß gemustert. Außerdem sind vielleicht die ausgestorbenen Moa-Nalos der Hawaii-Inseln Vertreter der Gänse.
Folgende rezente Arten zählen zur Unterfamilie der Gänse:
- Tribus Schwäne (Cygnini)
  - Gattung Coscoroba
    - Coscorobaschwan, Coscoroba coscoroba

  - Gattung Cygnus
    - Schwarzschwan, Cygnus atratus
    - Schwarzhalsschwan, Cygnus melanocoryphus
    - Höckerschwan, Cygnus olor
    - Trompeterschwan, Cygnus buccinator
    - Zwergschwan, Cygnus columbianus mit Cygnus columbianus bewickii als Unterart
    - Singschwan, Cygnus cygnus
- Tribus Hühnergänse (Cereopsini)
  - Gattung Hühnergänse Cereopsis
    - Hühnergans, Cereopsis novaehollandiae
- Tribus Echte Gänse (Anserini)
  - Gattung Feldgänse, Anser
    - Schwanengans, Anser cygnoid (manchmal in Gattung Cygnopsis)
    - Waldsaatgans, Anser fabalis
    - Tundrasaatgans, Anser serrirostris
    - Kurzschnabelgans, Anser brachyrhynchus
    - Graugans, Anser anser
    - Blässgans, Anser albifrons
    - Zwerggans, Anser erythropus
    - Streifengans, Anser indicus (manchmal in Gattung Eulabeia)
    - Kaisergans, Anser canagicus (manchmal in Gattung Chen)
    - Schneegans, Anser caerulescens (manchmal in Gattung Chen)
    - Zwergschneegans, Anser rossii (manchmal in Gattung Chen)

  - Gattung Meergänse, Branta
    - Kanadagans, Branta canadensis
    - Zwergkanadagans, Branta hutchinsi
    - Hawaiigans, Branta sandvicensis (manchmal in eigener Gattung Nesochen)
    - Ringelgans, Branta bernicla
    - Nonnengans, Branta leucopsis
    - Rothalsgans, Branta ruficollis

## Die Gans in der Literatur

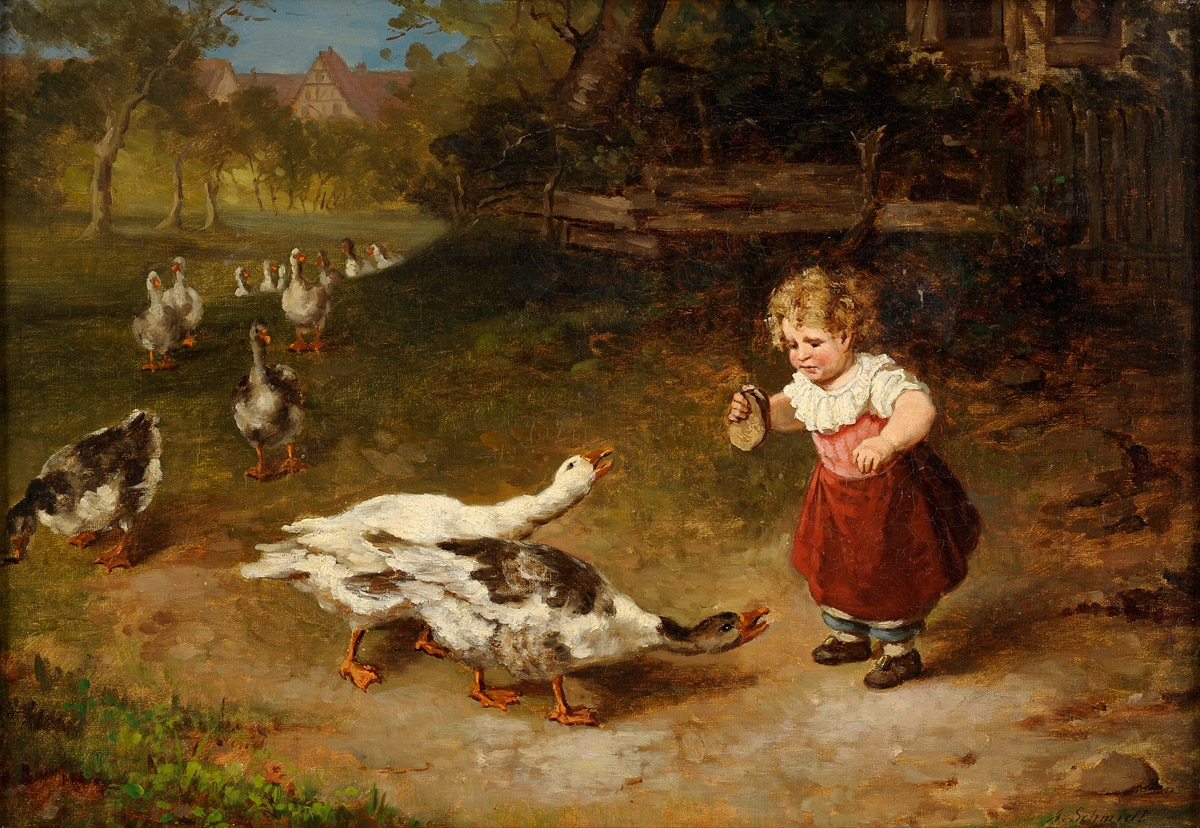
Eine gefiederte Bande (Adolf Schmidt um 1880)

- Joseph Victor von Scheffel: Die Martinsgans. In: Gaudeamus! Lieder aus dem Engeren und Weiteren, 22. Aufl., Verlag Adolf Bonz & Comp., Stuttgart 1876
- Grimms Märchen: Die Gänsemagd
- Wilhelm Hauff: Der Zwerg Nase
- Kate Douglas Wiggin: The Diary of a Goose Girl. 1902
- Selma Lagerlöf: Die wunderbare Reise des kleinen Nils Holgersson mit den Wildgänsen, 1906, dt.1907
- Friedrich Wolf: Die Weihnachtsgans Auguste 1946
- Mother Goose (französisch Ma Mère l’Oye, deutsch Mutter Gans): Literarische Figur aus Kinderreimen und Märchen, die besonders in Amerika und Großbritannien weit verbreitet ist. Sie wird in Buchillustrationen meist als ältere Bauersfrau mit einem hohen Spitzhut dargestellt, alternativ auch als Gans mit einer Mütze. Mother Goose rhymes (Mother-Goose-Reime) stehen als Gattungsbezeichnung für Gedichte, die sich als humorige Verse, Abzählreime oder Schlaflieder an Kinder richten, ein einfaches Versmaß besitzen und teils mündlich überliefert wurden.

## Gänsegurgel
Die von der Luftröhre der Gänse abgeleitete Bezeichnung Gänsegurgel hat verschiedene Bedeutungen.